# Music in Twelve Parts
Music in Twelve Parts è una serie di motivi, dodici in totale, del compositore contemporaneo Philip Glass. L'intera serie può durare più di tre ore quando eseguita e fu scritta tra il 1971 e il 1974. Questi lavori utilizzano lo stile di Glass di strutture ripetitive spesso associate al minimalismo musicale. Nonostante ciò, la maggior parte dei lavori mostra una gran quantità di assortimenti e invenzioni.
Seppur molte persone che ascoltano tali pezzi potrebbero considerare le strutture ripetitive noiose o anche esasperatamente irritanti, questi motivi hanno goduto di un significante livello di popolarità e sono spesso citati come uno dei maggiori lavori della seconda metà del XX secolo. I lavori mostrano una grande enfasi nello sviluppo e nella lenta variazione, con diversi pezzi che utilizzano differenti tecniche di sviluppo.
Andrew Porter della rivista The New Yorker scrisse così dei passaggi tra una traccia a quella successiva: